# Малый Каковинский переулок
Малый Каковинский переулок (в XIX веке — Коковинский, также Ознобишинский) — переулок в районе Арбат города Москвы. Проходит от переулка Каменная Слобода до Композиторской улицы, нумерация домов от Каменной Слободы.

## Происхождение названия
Назван по имени стрелецкого головы Степана Семёновича Коковинского, командовавшего в середине XVII века стрелецким полком, расквартированным в районе Николопесковских переулков. Предшествующее название Ознобишинский — по имени домовладельца XVIII века. Большой Каковинский переулок проходил параллельно западнее, между Композиторской и Каменной Слободой. Дома его нечётной стороны задней частью выходили на Смоленскую площадь, сейчас на его месте расположен «Лотте-отель». Остался только дом № 1, он же дом № 8 по Смоленской площади.

## Примечательные здания
Застроен в 1900—1910-е годы доходными домами в стиле, тяготеющем к неоклассицизму.
По нечётной стороне
- № 1/8 — собственный доходный дом архитектора Г. К. Олтаржевского, 1910; здесь в 1910—1912 жил композитор А. Н. Скрябин
- № 1a — собственный доходный дом архитектора Г. К. Олтаржевского, 1909—1910;[3]
- № 3 — Доходный дом (1914, арх. М. И. Костин)
- № 25/5 — доходный дом С. И. Благоволина, арх. М. А. Фелькнер, 1914—1915[4]. C 1910-х годов в доме жила семья Реформатских.

По чётной стороне
- № 2/6 — Доходный дом И. И. Егорова — пятиэтажный угловой дом в стиле рационального модерна, облицованный кабанчиком. Надстроен в 1909 году архитектором О. О. Шишковским.
- № 4 и 6 — доходный дом В. С. Баскакова, архитектор О. Г. Пиотрович (1911)[4]